# برايان كولمان
برايان كولمان (بالإنجليزية: Brian Coleman)‏ هو ضابط شرطة ‏ أسترالي، ولد في 21 مايو 1932، وتوفي في 9 ديسمبر 1966.

## وصلات خارجية
- برايان كولمان على موقع AustralianFootball.com (الإنجليزية)
- برايان كولمان على موقع AFLtables.com (الإنجليزية)